# Ріхард Гайдріх
Ріхард Гайдріх (нім. Richard Heidrich; нар. 28 липня 1896 — пом. 22 грудня 1947) — німецький воєначальник, генерал парашутних військ повітряно-десантних військ Вермахту в роки Другої світової війни 1939–1945, кавалер Лицарського хреста з Дубовим листям і Мечами.

## Біографія

### Перша світова війна
18 серпня 1914 року добровольцем вступив в армію, був прийнятий на посаду волонтера в піхотний полк. З травня 1915 — унтер-офіцер, з серпня 1915 — лейтенант. Командував піхотною ротою. Нагороджений Залізними хрестами обох ступенів.

### Між світовими війнами
Продовжив службу в рейхсвері. З січня 1936 — майор, з жовтня 1937 — проходив службу в повітряно-десантних військах. На початок Другої світової війни — начальник штабу 7-ї парашутної дивізії, підполковник.

### Друга світова війна
З червня 1940 — командир 3-го парашутного полку, оберст. У травні 1941 року брав участь в десанті на острів Крит, нагороджений Лицарським хрестом.
З грудня 1941 року — на Східному фронті. Брав участь у боях під Ленінградом, як піхотний командир. У квітні 1942 року нагороджений Золотим німецьким хрестом.
З серпня 1942 року — командир 7-ї повітряної дивізії (з травня 1943 перейменована на 1-у парашутну дивізію), генерал-майор. З липня 1943 — генерал-лейтенант. Керує військами під час боїв на острові Сицилія проти американо-британських військ, що висадилися.
За бої в Італії, зокрема за бої за Монте-Кассіно, генерал-лейтенант Гайдріх в лютому 1944 року нагороджений Дубовим листям до Лицарського хреста, в березні 1944 — Мечами (№ 55) до Лицарського хреста з Дубовим листям. З листопада 1944 року — командир 1-го парашутного корпусу, підвищений в званні до генерала парашутних військ.
У січні 1945 року важко поранений, 3 травня 1945 узятий в шпиталі в британський полон. Помер від наслідків поранення.

## Нагороди
Військова кар'єра
- 18 серпня 1914 — волонтер
- 17 листопада 1914 — єфрейтор
- 18 травня 1915 — унтер-офіцер
- 14 липня 1915 — фенріх
- 20 серпня 1915 — лейтенант[1]
- 31 липня 1925 — обер-лейтенант[2]
- 1 лютого 1931 — гауптман
- 18 січня 1936 — майор[3]
- 1 січня 1939 — оберст-лейтенант[4]
- 4 липня 1940 — оберст[5]
- 4 серпня 1942 — генерал-майор[6]
- 1 липня 1943 — генерал-лейтенант
- 31 жовтня 1944 — генерал парашутних військ[7]

### Перша світова війна
- Залізний хрест 2-го і 1-го класу
- Орден Заслуг (Саксонія), лицарський хрест 2-го класу з мечами
- Орден Альберта (Саксонія), лицарський хрест 2-го класу з мечами
- Нагрудний знак «За поранення» в чорному

### Міжвоєнний період
- Почесний хрест ветерана війни з мечами
- Знак парашутиста Німеччини (сухопутні війська)
- Медаль «За вислугу років у Вермахті» 4-го, 3-го, 2-го і 1-го класу (25 років)
- Медаль «У пам'ять 1 жовтня 1938» із застібкою «Празький град»

### Друга світова війна
- Застібка до Залізного хреста 2-го і 1-го класу (25 травня 1941) — отримав 2 нагороди одночасно.
- 4 рази відзначений у Вермахтберіхт (9 червня 1941, 24 грудня 1943, 25 березня 1944 і 29 червня 1944)
- Лицарський хрест Залізного хреста з дубовим листям і мечами
  - Лицарський хрест (14 червня 1941)
  - Дубове листя (№382; 5 лютого 1944)
  - Мечі (№55; 25 березня 1944)
- Нарукавна стрічка «Крит»
- Німецький хрест в золоті (31 березня 1942)
- Знак парашутиста Німеччини (Люфтваффе) (12 грудня 1943)